# Юсупово (Дюртюлинский район)
Юсупово (баш. Йосоп) — село в Дюртюлинском районе Республики Башкортостан Российской Федерации. Входит в состав Черлаковского сельсовета.  Находится на берегу реки Белой.

## География
Находится в пределах Прибельской увалисто-волнистой равнины, в зоне южной лесостепи, при озере Учукарган, у реки Белая.

### Географическое положение
Расстояние до:
- районного центра (Дюртюли): 31 км,
- центра сельсовета (Черлак): 5 км,
- ближайшей ж/д станции (Янаул): 107 км.

## История
До упразднения уездно-губернского деления входило в состав Каинлыковской волости.
В 1918-1954 годах административный центр Юсуповского сельского совета.

## Население
| 2002 | 2009 | 2010 |
| ---- | ---- | ---- |
| 723  | ↘696 | ↘668 |

### Национальный состав
Согласно переписи 2002 года, преобладающая национальность — башкиры (81 %)

## Инфраструктура
Личное подсобное хозяйство с зоной сельскохозяйственного использования, индивидуальная застройка усадебного типа.
Сельский дом культуры, школа, Юсуповский ФАП.

## Транспорт
Остановка общественного транспорта «Подстанция Юсупово» за пределами селибитной зоны. 